# House of Carters
House of Carters fue un reality show en el canal E! y Much Music en Canadá, sobre la vida sobre Nick Carter de los Backstreet Boys y sus cuatro hermanos. 
La serie fue lanzada el 2 de octubre, en el 2006. 
En el show aparece Nick, B.J., Aaron, Leslie y Angel Carter.
El show fue hecho una satírica en Saturday Night Live el 21 de octubre, con Andy Samberg cómo Aaron Carter y Jason Sudeikis cómo Nick Carter.

## Episodios
- "Welcome Back, Carter"
- "Carter Dearest"
- "Carter Knows Best"
- "Two of a Carter"
- "Everybody Hates Carter"
- "Carter's Anatomy"
- "Hangin' with Mr. Carter"
- "Good Night and Good Carter"